# Discoelius pictus
Discoelius pictus är en stekelart som beskrevs av Kostylev 1940. Discoelius pictus ingår i släktet tapetserargetingar, och familjen Eumenidae. Inga underarter finns listade i Catalogue of Life.